# هليديبران (كارولاينا الشمالية)
هليديبران (بالإنجليزية: Hildebran, North Carolina)‏ هي بلدة أمريكية تقع في الولايات المتحدة في مقاطعة بورك، كارولاينا الشمالية. يقدر عدد سكانها بـ 2,023 نسمة ومساحتها 7.4 كم2 ووترتفع عن سطح البحر 362 متر.

## التركيبة السكانية
حدّد مكتب تعداد الولايات المتحدة بيانات التركيبة السكانية لهليديبران في تعداد الولايات المتحدة. في ما يلي، التركيبة السكانية حسب تعدادي 2000 و2010.

### تعداد عام 2000
بلغ عدد سكان هليديبران 1,472 نسمة بحسب تعداد عام 2000، وبلغ عدد الأسر 597 أسرة وعدد العائلات 416 عائلة مقيمة في البلدة. في حين سجلت الكثافة السكانية 200.8 نسمة لكل كيلومتر مربع (520.1/ميل2). وبلغ عدد الوحدات السكنية 626 وحدة بمتوسط كثافة قدره 85.4 لكل كيلومتر مربع (221.2/ميل2).
وتوزع التركيب العرقي للبلدة بنسبة 92.73% من البيض و1.15% من الأمريكيين الأفارقة و0.54% من الأمريكيين الأصليين و4.42% من الأمريكيين ذوي الأصول الآسيوية و0.54% من الأعراق الأخرى و0.61% من عرقين مختلطين أو أكثر و0.68% من الهسبانيون أو اللاتينيون من أي عرق.
بلغ عدد الأسر 597 أسرة كانت نسبة 30.8% منها لديها أطفال تحت سن الثامنة عشر تعيش معهم، وبلغت نسبة الأزواج القاطنين مع بعضهم البعض 53.8% من أصل المجموع الكلي للأسر، ونسبة 11.7% من الأسر كان لديها معيلات من الإناث دون وجود شريك،  بينما كانت نسبة 4.2% من الأسر لديها معيلون من الذكور دون وجود شريكة وكانت نسبة 30.3% من غير العائلات. تألفت نسبة 24.8% من أصل جميع الأسر من عدة أفراد يعيشون في نفس المنزل ونسبة 10.4% كانت تتألف من شخص يعيش بمفرده يبلغ من العمر 65 عاماً أو أكثر. وبلغ متوسط حجم الأسرة المعيشية 2.41، أما متوسط حجم العائلات فبلغ 2.88.
بلغ العمر الوسطي للسكان 38.5 عاماً. وكانت نسبة 22.6% من القاطنين تحت سن الثامنة عشر، وكانت نسبة 7.3% بين الثامنة عشر والرابعة والعشرين عاماً، ونسبة 29.8% كانت واقعةً في الفئة العمرية ما بين الخامسة والعشرين والرابعة والأربعين عاماً، ونسبة 22.6% كانت ما بين الخامسة والأربعين والرابعة والستين، ونسبة 15.4% كانت ضمن فئة الخامسة والستين عاماً فما فوق. يوجد لكل 100 أنثى 87.7 ذكر، ويوجد لكل 100 أنثى في الثامنة عشر من عمرها فما فوق 85.5 ذكر.
بلغ متوسط دخل الأسرة في البلدة 34,028 دولارًا، أما متوسط دخل العائلة فبلغ 43,542 دولارًا. وكان متوسط دخل الذكور 28,500 دولارًا مقابل 22,765 دولارًا للإناث. وسجل دخل الفرد الخاص بالبلدة 15,835 دولارًا. وكانت نسبة 6% من العائلات ونسبة 8.6% من السكان تحت خط الفقر، وكان من هؤلاء نسبة 6.2% تحت سن الثامنة عشر ونسبة 20% في الخامسة والستين من العمر وما فوق.

### تعداد عام 2010
بلغ عدد سكان هليديبران 2,023 نسمة بحسب تعداد عام 2010، وبلغ عدد الأسر 806 أسرة وعدد العائلات 558 عائلة مقيمة في البلدة. في حين سجلت الكثافة السكانية 276 نسمة لكل كيلومتر مربع (714.8/ميل2). وبلغ عدد الوحدات السكنية 888 وحدة بمتوسط كثافة قدره 121.1 لكل كيلومتر مربع (313.6/ميل2).
وتوزع التركيب العرقي للبلدة بنسبة 91.84% من البيض و1.63% من الأمريكيين الأفارقة و0.40% من الأمريكيين الأصليين و3.66% من الأمريكيين ذوي الأصول الآسيوية و0.05% من سكان جزر المحيط الهادئ و1.48% من الأعراق الأخرى و0.94% من عرقين مختلطين أو أكثر و2.37% من الهسبانيون أو اللاتينيون من أي عرق.
بلغ عدد الأسر 806 أسرة كانت نسبة 30.6% منها لديها أطفال تحت سن الثامنة عشر تعيش معهم، وبلغت نسبة الأزواج القاطنين مع بعضهم البعض 50.2% من أصل المجموع الكلي للأسر، ونسبة 12.7% من الأسر كان لديها معيلات من الإناث دون وجود شريك،  بينما كانت نسبة 6.3% من الأسر لديها معيلون من الذكور دون وجود شريكة وكانت نسبة 30.8% من غير العائلات. تألفت نسبة 25.3% من أصل جميع الأسر من عدة أفراد يعيشون في نفس المنزل ونسبة 11.2% كانت تتألف من شخص يعيش بمفرده يبلغ من العمر 65 عاماً أو أكثر. وبلغ متوسط حجم الأسرة المعيشية 2.51، أما متوسط حجم العائلات فبلغ 2.98.
بلغ العمر الوسطي للسكان 42.0 عاماً. وكانت نسبة 20.9% من القاطنين تحت سن الثامنة عشر، وكانت نسبة 8.3% بين الثامنة عشر والرابعة والعشرين عاماً، ونسبة 24.8% كانت واقعةً في الفئة العمرية ما بين الخامسة والعشرين والرابعة والأربعين عاماً، ونسبة 26.3% كانت ما بين الخامسة والأربعين والرابعة والستين، ونسبة 19.7% كانت ضمن فئة الخامسة والستين عاماً فما فوق. وتوزع التركيب الجنسي للسكان بنسبة 48.6% ذكور و51.4% إناث.